# Björk (Name)
Björk ist ein isländischer und schwedischer weiblicher Vorname und bedeutet „Birke“. Die norwegische Variante des Namens und Baumes ist Bjørk. Der Name Björk ist auch einer der häufigsten schwedischen Familiennamen. Die männliche Form des Namens ist Birk
Im Dänischen und Norwegischen wird der Name Bjørk oder Bjørg geschrieben.

## Varianten
- Bjórk (weiblicher Vorname)
- Bjørk und Bjørg (norwegischer und dänischer Name)
- Björck (schwedischer Familienname)
- Bjork

## Namensträger

### Vorname
Bjørg:
- Bjørg Skjælaaen (1933–2019), norwegische Eiskunstläuferin
- Bjørg Vik (1935–2018), norwegische Schriftstellerin und Dramatikerin
- Bjørg Eva Jensen (* 1960), norwegische Eisschnellläuferin
- Bjørg Marit Valland (* 1986), norwegische Biathletin
- Inez Bjørg David (* 1982), dänische Schauspielerin

Björk:
- Björk Guðmundsdóttir (* 1965), isländische Musikerin
- Alda Björk Ólafsdóttir (* 1966), isländische Sängerin
- Hera Björk Þórhallsdóttir (* 1972), isländische Sängerin
- Sara Björk Gunnarsdóttir (* 1990), isländische Fußballspielerin

### Familienname
- Anita Björk (1923–2012), schwedische Schauspielerin
- Christina Björk (* 1938), schwedische Schriftstellerin, Kinderbuchautorin und Journalistin
- Gunnar Björk (1891–1980), schwedischer Radrennfahrer
- Gustav Björk (1900–1927/28), schwedischer Fußballspieler
- Halvar Björk (1928–2000), schwedischer Schauspieler
- Hans Björk (1925–2012), schwedischer Diplomat und Botschafter
- Inga Björk-Klevby (* 1944), schwedischer Diplomat und Botschafter
- June Björk (* 2005), schwedische Tennisspielerin
- Kaj Björk (1918–2014), schwedischer Schriftsteller, Diplomat und Botschafter
- Malin Björk (* 1972), schwedische Politikerin
- Thed Björk (* 1980), schwedischer Automobilrennfahrer
- Tony Björk (* 1983), finnischer Fußballspieler